# Olaf Schönborn
Olaf Schönborn (* 25. August 1967 in Heidenheim/Brenz) ist ein deutscher Jazzmusiker (Sopran- und Altsaxophon).

## Leben und Wirken
Schönborn erhielt zunächst eine musikalische Grundausbildung auf der Blockflöte und im Kirchenchor sowie Klavierunterricht. Ab dem 17. Lebensjahr wurde er auf dem Saxophon unterrichtet. Von 1988 bis 1995 studierte er an der Universität Tübingen Englisch und Geographie für das Lehramt, unterbrochen von einem Studienjahr an der Arizona State University in Phoenix, wo er Jazz-Saxophon studierte. Von 1996 bis 2000 absolvierte er den Studiengang Jazz- und Popularmusik an der damaligen Musikhochschule Heidelberg-Mannheim.
Schönborn arbeitete als Saxophonist in Gruppen wie Accoustic Affaire, der Fusionband Fridge People und dem Tentett von Fritz Münzer, bevor er die kollaborative Gruppe Changes gründete, zu der Rainer Böhm und Sebastian Noelle gehörten (Album Jazz Changes? 2000 bei Jazz'n Arts). Daneben begann er in verschiedenen Projekten von Allen Blairman zu wirken. Zuletzt spielte er mit ihm im Trio Variety. 2008 ging er mit seinem Quartett Q4, dem Daniel Stelter, Martin Simon und Tilman Bruno angehörten, auf Tournee. Weiterhin arbeitete er mit Maria Schneider, Joe Gallardo, Herb Geller, Kosho, Valery Ponomarev, Alex Sipiagin, Carolyn Breuer, Jochen Brauer, Thilo Wagner, Klaus Wagenleiter, Tim Pfau und Frank Kuruc. Er ist zudem Mitglied der Band von Sarah Kaiser. 
Auch spielte er in den Bigbands von Rainer Tempel und Russ Spiegel sowie der Bobby Burgess Bigband Explosion, dem Würzburg Jazz Orchestra, der Mannheim Jazz Bigband, der SAP Bigband und der Kicks´n Sticks Bigband. Daneben war er als Theatermusiker tätig. Er ist auch auf Alben der Mannheimer Bläserphilharmonie zu hören. Mit Thomas Siffling und Fritz Münzer gründete er im Jahr 2000 den Emanon Musikverlag und die Label Jazz 'n' Arts und Rodenstein Records.
Seit 2012 spielt er Altsaxophon im Finefones Saxophone Quartet von Peter Lehel.

## Lexikalische Einträge
- Jürgen Wölfer: Jazz in Deutschland. Das Lexikon. Alle Musiker und Plattenfirmen von 1920 bis heute. Hannibal, Höfen 2008, ISBN 978-3-85445-274-4.